# Xylotrechus chinensis
Xylotrechus chinensis es una especie de escarabajo longicornio del género Xylotrechus. Fue descrita científicamente por Chevrolat en 1852.
Se distribuye por China, España, Francia, Grecia, Japón y Corea. Mide 15-25 milímetros de longitud. El período de vuelo ocurre en los meses de mayo, junio, julio, agosto y septiembre.